# Президент Камеруну
Президент Камеруну — глава держави Камерун.

## Республіка Камерун (1960—1961)
- Ахмаду Ахіджо (1 січня 1960 — 1 жовтня 1961) (Глава держави до 5 травня 1960)

## Федеративна Республіка Камерун (1961—1972)
- Амаду Ахіджо (1 жовтня 1961 — 2 червня 1972)

## Об'єднана Республіка Камерун (1972—1984)
- Ахмаду Ахіджо (2 червня 1972 — 6 листопада 1982)
- Поль Бія (6 листопада 1982 — 4 лютого 1984)

## Республіка Камерун (з 1984)
- Поль Бія (4 лютого 1984 — теперішній час)